# Inas
Inasnak nevezték a középkorban a kézműves tevékenységet tanuló fiút, 1884 után pedig inasnak vagy tanoncnak nevezték Magyarországon az 1948-as kommunista hatalomátvételig az ipari/kereskedelmi szakmunkás tanulókat. Harmadik jelentésként a lakáj szinonimájaként a belső inas fogalma is használatos, aki főúri személyek körül a napi teendőket végzi.

## Előzményei
A középkorban jelent meg. Magyarországon a 15. század közepétől terjedt el a céhekben az inasi tevékenység. Korábban a céhek céhlegényekből és az ő mestereikből álltak és a céhlegények mesterré válását kívánták előzetes inasidővel megnehezíteni. A céheknél ugyanis megjelentek a bezárkózási törekvések (a céhekbe való felvételhez anyagi, tudásbeli követelmények társultak, a polgárjog szerzése alól olykor kimondottan csak a céhmesterek fiai, vejei mentesültek, az inasi tevékenységkör megjelenése után is elsősorban a céhmesterek fiai lettek felvéve a céhekbe, kisebb részt a falusi lakosságból), ezért a kontárok száma nőtt.
Az inast 10-12 éves korban fogadták fel minimum 3-4, maximum 7-8 évi tanulásra, de az utolsó évet pénzen megválthatta. Mielőtt felvették, két-három hét próbaidőt kellett kitöltenie a mesternél. Felvétele esetén felvételi díjat is fizetnie kellett és nagy külsőségek közepette felolvasták neki az inasok reguláját. A mesterségtanulás hierarchizálásával az inasok a mestereknek és legényeknek egyaránt ki voltak szolgáltatva. Az ún. inasévek keserveire jellemző, hogy a tanulóval, aki gyakran a mester házában lakott, évekig cselédmunkát végeztettek látástól vakulásig, úgymint: állatok gondozása, kertgondozás, takarítás stb. Az inas felszabadításakor a mester megkérte a céhet, hogy szabadítsa fel. A felavatandó legény keresztapát és keresztanyát választott magának, akiknek a legényavatáskor volt szerepük. Ahhoz, hogy a céheknél – eleinte nem, csak a későbbi időszakokban rögzített számú – inasév leteltével valaki legény lehessen, meghatározott mennyiségű pénzt, bort stb. kellett fizetnie. Felszabadításkor az inas szabadulóruhát kapott a mestertől, néha más ajándékot is.
1872-ben megszüntették ugyan a céheket és 1884-ben, az ipartörvényben országosan szabályozták a kereskedelmi és kézműves tevékenységek oktatását, az inas szó viszont utána is fennmaradt a tanonc szó szinonimájaként.

## Az ipartörvény bevezetése után
Az 1884. évi XVII. törvénycikk értelmében tanoncnak csak az vehető fel, aki a 12. életévét betöltötte, illetőleg a tanköteles koron túl van és az illető kereskedelmi- vagy iparágat bizonyos, szerződésileg meghatározandó idő alatt meg akarja tanulni.
Mivel 1948 után főként azok a szociáldemokrata és kommunista káderek kerültek döntési pozícióba, akik maguk is átélték a keserves inaséveket, olyan törvényt hoztak, amely biztosította a képzésben résztvevők jogait. 

## Inas megjelenítése a művészetben

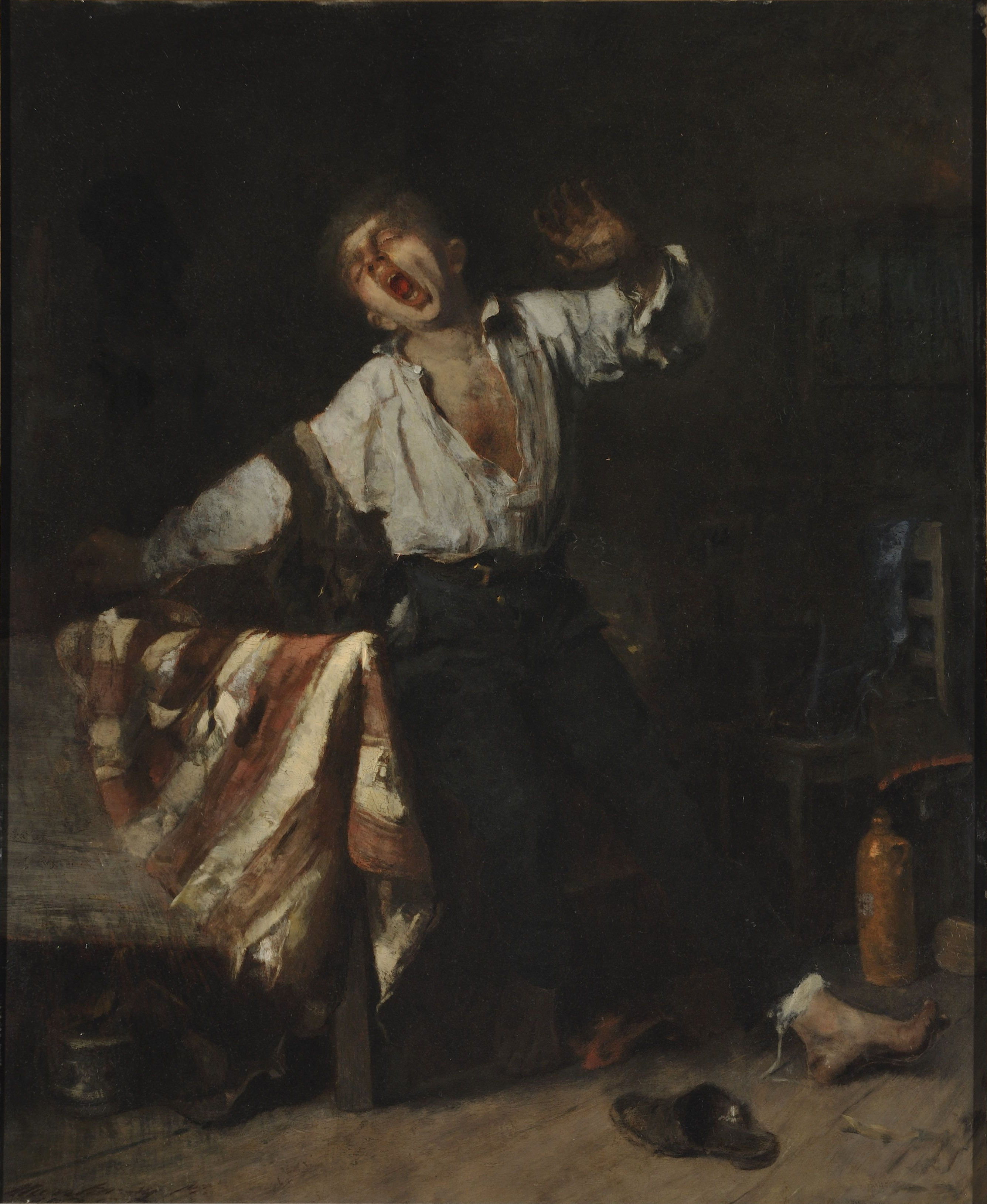
Munkácsy Mihály: Ásító inas

- Festészet: Munkácsy Mihály: Ásító inas
- Irodalom: Kovai Lőrinc: Tűzkehely
- Film: A tizedes meg a többiek (Keleti Márton filmje): itt Major Tamás jeleníti meg a komornyik figuráját
- Film: Hyppolit, a lakáj (Székely István filmje): az eredeti változatban Csortos Gyula jeleníti meg a belső inas figuráját
- TV-sorozat: Csengetett, Mylord? (egy brit főúri kastély, ahol a legfelső helyen álló komornyiktól kezdve a legalsó helyen álló takarítónőig minden alkalmazott tudja, hol a helye  társadalmi ranglétrán)